# Etelka Keserű
Etelka Keserű (nombre de nacimiento, Bérci; 26 de agosto de 1925 – 1 de abril de 2018) fue una economista y política húngara, que ocupó el cargo de Ministra de Industria Ligera entre 1971 y 1980.

## Carrera
Empezó su carrera política en 1950. Fue miembro del Partido Obrero Socialista Húngaro (MSZMP). Sirvió como Viceministro de Comercio Interior desde el 12 de enero de 1967 al 12 de mayo de 1971. Fue la última ministra de Industria Ligera entre 12 de mayo de 1971 y 31 de diciembre de 1980, cuando la cartera fue absorbida por el Ministro de Industria.
Keserű fue miembro del presidium del Consejo Nacional de Mujeres Húngaras (MNOT) de 1971 a 1990. También fue elegida miembro del Comité Central del Partido Socialista Obrero Húngaro (MSZMP KB) en 1975, cargo que ocupó hasta 1985. Se desempeñó como copresidenta de la Cámara de Comercio Húngara (MKK) entre 1981 y 1986. Se retiró de la política en 1990.

## Obras
- Muszti, László – Keserű, Jánosné – Seres, József: Iskolai ifjúsági olvasómozgalom. Szocialista nevelés kiskönyvtára, Tankönyvkiadó, Budapest, 1952.
- Keserű, Jánosné: Belkereskedelmünk időszerű kérdései. Budapest: Magyar Szocialista Munkáspárt. 1962.